# Anatoecus icterodes
Anatoecus icterodes är en insektsart som först beskrevs av Christian Ludwig Nitzsch 1818.  Anatoecus icterodes ingår i släktet Anatoecus och familjen fjäderlöss. Arten är reproducerande i Sverige.

## Underarter
Arten delas in i följande underarter:
- A. i. icterodes
- A. i. oloris